# Oostenrijk op het Eurovisiesongfestival 1976
 Oostenrijk nam deel aan het  Eurovisiesongfestival 1976, gehouden  in Den Haag, Nederland. Het was de 15de deelname van het land aan het festival.

## Selectieprocedure
Waterloo & Robinson vertegenwoordigen hun land met het lied My little world. Dit was de eerste keer sinds dat Oostenrijk meedeed aan het festival dat een volledig lied in het Engels werd gezongen.

## In Den Haag
Op het festival in Den Haag moest Oostenrijk aantreden als veertiende net na Italië en voor Portugal. Na het afsluiten van de stemmen bleek dat Waterloo & Robinson op een vijfde plaats was geëindigd met 80 punten. 

### Gekregen punten

#### Finale
| 12 punten                      | 10 punten                      | 8 punten               | 7 punten                  | 6 punten      |
| ------------------------------ | ------------------------------ | ---------------------- | ------------------------- | ------------- |
|                                | - Duitsland - Ierland - Israël | - Spanje               | - Nederland               | - Griekenland |
| 5 punten                       | 4 punten                       | 3 punten               | 2 punten                  | 1 punt        |
| - Finland - Luxemburg - Monaco | - Verenigd Koninkrijk          | - België - Zwitserland | - Noorwegen - Joegoslavië |               |

### Punten gegeven door Oostenrijk

#### Finale
Punten gegeven in de finale:
| 12 punten | Frankrijk           |
| 10 punten | Verenigd Koninkrijk |
| 8 punten  | Zwitserland         |
| 7 punten  | Finland             |
| 6 punten  | Israël              |
| 5 punten  | Monaco              |
| 4 punten  | Nederland           |
| 3 punten  | België              |
| 2 punten  | Ierland             |
| 1 punt    | Italië              |

1957 · 1958 · 1959 · 1960 · 1961 · 1962 · 1963 · 1964 · 1965 · 1966 · 1967 · 1968 · 1969-1970 · 1971 · 1972 · 1973-1975 · 1976 · 1977 · 1978 · 1979 · 1980 · 1981 · 1982 · 1983 · 1984 · 1985 · 1986 · 1987 · 1988 · 1989 · 1990 · 1991 · 1992 · 1993 · 1994 · 1995 · 1996 · 1997 · 1998 · 1999 · 2000 · 2001 · 2002 · 2003 · 2004 · 2005 · 2006 · 2007 · 2008-2010 · 2011 · 2012 · 2013 · 2014 · 2015 · 2016 · 2017 · 2018 · 2019 · 2020 · 2021 · 2022 · 2023 · 2024 · 2025
België · Duitsland · Finland · Frankrijk · Griekenland · Ierland · Israël · Italië · Joegoslavië · Luxemburg · Monaco · Nederland · Noorwegen · Oostenrijk · Portugal · Spanje · Verenigd Koninkrijk · Zwitserland